# Налог Пигу
Налог Пигу — налог на любую рыночную деятельность, приводящую к отрицательным внешним эффектам (внешние издержки производителя, не включённые в рыночную цену). Налог обычно устанавливается правительством для корректировки нежелательной или неэффективной конъюнктуры рынка (рыночного провала) на уровне, равным внешним предельным издержкам отрицательных внешних эффектов. При наличии отрицательных экстерналий социальные издержки включают частные издержки и внешние издержки, вызванные отрицательными внешними эффектами. Это означает, что общественная стоимость рыночной деятельности не покрывается частной стоимостью этой деятельности. В таком случае рыночный результат не эффективен и может привести к чрезмерному потреблению продукта. Наиболее популярнами примерами таких отрицательных внешних эффектов являются загрязнение окружающей среды и увеличение расходов на здравоохранение, связанное с потреблением табака и сладких напитков.
При наличии положительных внешних эффектов, то есть внешних общественных благ, получаемых потребителем, которые не включены в рыночную цену, выгоду получают те, кто не давал добровольного согласия на участие в рыночной деятельности, а на рынке возможно недопроизводство. Аналогичная логика предполагает разработку системы субсидий Пигу, позволяющее потребителям платить за социально полезные продукты и стимулировать увеличение производства. В качестве примера иногда приводится субсидия на предоставление вакцины против гриппа.
Налоги Пигу названы в честь английского экономиста Артура Сесила Пигу (1877—1959), который также разработал концепцию экономических внешних эффектов. Уильям Баумол сыграл важную роль в дальнейшей разработке работы Пигу по современной экономике в 1972 году.

## Исходный аргумент Пигу
В 1920 году британский экономист Артур Сесил Пигу опубликовал книгу «Экономику благосостояния», в котором он утверждает, что производители преследуют свои собственные предельные частные интересы. Когда предельный общественный интерес расходится с предельным частным интересом, у производителей нет стимула интернализировать предельные общественные издержки. И наоборот, утверждает Пигу, если отрасль производит предельную социальную выгоду, у людей, получающих эту выгоду, нет стимула платить за эту услугу. Пигу называет эти ситуации ненамеренным некомпенсированным ущербом и ненамеренными бесплатными услугами.
Пигу приводит многочисленные примеры подобных ненамеренных услуг и ущербов. К примеру, если подрядчик строит фабрику посреди многолюдного района, фабрика создаёт ненамеренно ущерб: увеличенные заторы, потеря светопропускания и ухудшение здоровья жителей. Другим примером могут служить предприятия, торгующие алкоголем. Пигу утверждает, что продажа алкоголя приводит к возросшим расходам на полицию и тюремным расходам вследствие преступлений, возникающих из-за употребления алкоголя. Другими словами, чистый частный продукт деятельности по продаже алкогольных напитков необычайно велик по сравнению с чистым общественным продуктом той же деятельности. Он предполагает, что именно поэтому в большинстве стран алкогольная деятельность облагается налогом.
Расхождение между предельным частным интересом и предельным общественным интересом приводят к двум основным результатам. Во-первых, сторона, получающая социальную выгоду, не платит за неё, в то время как другая сторона, причиняющая общественный вред, не несёт возникающие издержки. Во-вторых, когда предельные общественные издержки превышают предельную частную выгоду, это ведёт к перепроизводству продукта. В конечном счёте, поскольку неденежные экстерналии превышают социальную ценность, происходит их перепроизводство.
Для корректировки такого перепроизводства, Пигу рекомендует ввести налог на производителя, вызывающего ущерб. Если правительство может точно оценить социальные издержки, налог может уравнять предельные частные издержки и предельные социальные издержки. То есть, производителю пришлось бы платить за созданные им нематериальные экстерналии. Это эффективно уменьшит количество производимого продукта, вернув экономику к здоровому равновесию.

## Примеры налогов Пигу
- Экологические налоги
  - Углеродный налог
  - Налог на керосин
  - Налог на пластик
  - Налог на добычу полезных ископаемых
  - Земельный налог на неулучшенную (необработанную) стоимость земли
- Налог на продукты питания с высоким содержанием насыщенных жирных кислот
- Налог на сладкие напитки
- Налоги на табачные изделия
- Налог на алкогольную продукцию
- Акциз на сладкие газированные напитки
- Налог «на пороки» в целом (англ. sin tax)
- Налог на роскошь
- Налог Тобина против спекуляций на финансовых рынках